# 絆体感TV 機動戦士ガンダム 第07板倉小隊
『絆体感TV 機動戦士ガンダム 第07板倉小隊』（きずなたいかんティーヴィー きどうせんしガンダム だいゼロナナいたくらしょうたい）は、テレビ東京系列で放送されていたゲームバラエティ番組。

## 概要
板倉俊之隊長率いる『第07板倉小隊』が、アーケードゲーム『機動戦士ガンダム 戦場の絆』を使って、全国・海外のプレーヤーと対戦しながらチーム内の絆を深めていく
。
MAPから戦略を練り、一般から募集したチームと対戦、その内容を振り返る。また、操作解説やスポットコーナーもある。テレビ東京HPでは「あにてれ」枠で紹介されている。
1stシーズン
『機動戦士ガンダム 戦場の絆』稼働開始5周年記念プロジェクトとして企画され、オフィシャルサイトや第49回アミューズメントショー（2011年9月15 - 17日開催）、東京ゲームショウ2011（2011年9月15 - 18日開催）のバンダイナムコゲームスブースにて、予告映像が流されていた。1stシーズン第13話にて特番「Re:boot」が告知された。AOU 2012 アミューズメント・エキスポ（2012年2月17 -18日開催）のバンダイナムコゲームスブースにて、特別編集PR映像が流されていた。
REV.2
「Re:boot」にて告知された。機動型筐体（仮）1号を用いて、東京圏以外（静岡県、栃木県、茨城県、京都府）への遠征ロケや設置店舗でのイベントが行われた。
第3期
視聴者との交流イベント「男だらけ!の絆祭」内で、ゲスト出演者に一切知らせない形で発表された。8月26日に公式サイトにて詳細の一部が発表された。9月29 - 30日には秋葉原駅にて番組出演者による番宣サンプリングが行われた。10月3日よりPDFファイルで「板小新聞」が創刊された。ガンダムカフェとのコラボレーション等も行われた。第8回にて開発中MAP「グラナダ」が先行公開された。
第4期
2013年2月7日に速報された。3月16日に特番「春の絆大感謝祭 〜淳小隊再び襲来〜」が告知された。池田秀一の名ゼリフにより番組が始まる。「板小新聞」がPDF→WEB版へとリニューアルした。第6回に新機体「ジム・キャノン（空間突撃仕様）」が初公開された。第12回で「アレックス（シールド装備）」が使用された。8月にHPがリニューアルされた。
第5期
2013年8月26日に告知された。「（エースパイロットの追加による）変化・（更なる）成長・（全国大会の）復活」がキーワードとなっている。板倉小隊主催で「戦場の絆 頂上決戦 乱 2014」の開催（2014年3月8日が告知された。番組と連動してオリジナル称号がゲーム内で配布される。第9回で新MAP「サイド7」が初公開された。第10回はREV3.23でプレイされた。12月22日の全国対戦イベントにて先行支給の機体「ジム・スナイパーII（シャドウズ）」・「ドム・バラッジ」が使用された。最終回は放送時間が3時間弱の遅れ編成ながら、1時間SPが放送された。
「戦場の絆 頂上決戦 乱 2014」では抽選にて先行支給の機体「装甲強化型ジム」・「アッグ」が初公開され使用された。
第6期
2014年6月6日に告知された。隔クールごとのローテーションが崩れ、半年ぶりの復活となった。なお、今期では、地上波では初めて、テレビ愛知・テレビ大阪・TVQ九州放送でも同日または数日遅れでネットされた。「戦場の絆 頂上決戦 2014 翔」の開催が決定（12月13日）し、「大会に向け新しい編成を生み出す」がテーマ。番組として「キャラホビ2014」（8月23日）に参加した。第9回後枠にて「ニューヤーク(M)」が初公開された。実際のゲームで大会にちなんだイベント「頂上決戦 直前祭」（10月9 - 20日）が開催された。
「戦場の絆 頂上決戦 2014 翔」では実際のゲームでのイベント「クライマックスバトル'14-'15」にて支給の機体「量産型ガンキャノン（シュテンドウジカラー）」・「グフ（マ・クベカラー）」、「ジム・レイド」の画像が初公開された。またイベント「ビルドファイターズDAY」の第1弾参戦4機体を使用して初対戦した。
第7期
長らく番組の再開は未定で今後もイベントの開催を継続していく方針であったが、2021年11月3日より新作が放送されている。

## コーナー・イベント

### チーム対戦
雑談やミニコントを交えつつ、対戦チームの紹介、対戦MAPでの作戦会議、対戦終了後の反省等を行う。ゲーム設置店には、作戦テーブルはないが、「スマートフォン向けアプリ」が発表された。「REV.2」では遠征ロケ先でも行い、同時収録の別のロケ場所にいる総司令部から与えられたテーマを元に作戦考え、反省会も総司令部から評価される形となった。作戦テーブルは、ソフトは同系でハードがNEC製の「X-info Table」に変更された。
チーム対戦は4vs4の対戦で、参加チームが板倉小隊に「圧勝」した場合、「板倉小隊撃破」のロゴが現れる。勝敗は「2勝先取」で決まる。
| チーム名     | 所属大隊 | 所属小隊 | 小隊エンブレム | 称号 | 階級           | パイロットネーム | パイロットレベル | 勲章 |
| ------------ | -------- | -------- | -------------- | ---- | -------------- | ---------------- | ---------------- | ---- |
| 第07板倉小隊 | 戦場の絆 | チーム名 | 番組オリジナル | 各自 | 各自の設定階級 | 各自             | Lv3              | -    |
| 参加チーム   | 各自     | 各自     | 各自           | 各自 | 各自           | 各自             | 各自             | 各自 |

板倉小隊に「圧勝」すると「板倉小隊撃破の勲章」が参加チームに、また、対戦内容により、板倉が考案した「オリジナル称号」が参加プレイヤーに、それぞれプレゼントされる。勲章は、圧勝時ロゴが配布される。称号は、実際のゲーム同様使えない言葉や字数制限があるが、参加者の希望も多少くんでいる。プレゼントされた称号や勲章は、実際にゲーム内で使用する事が出来る。
「REV.2」からはコーナーが増えたためか、「1戦勝負」に変更となった。また、オリジナル称号が板倉小隊側にプレゼントされる事もあった。
第3期からは2戦に戻り、1戦目は番組指定MAPにて220以下コスト限定戦、2戦目は1戦目の勝敗により選択権が移る。参加者は、1勝で「板-1グランプリ」出場権、2勝でオリジナル称号、圧勝で勲章を得る事が出来る。参加賞として板倉小隊オリジナルの名刺・ヘッドセットがプレゼントされる。対戦チーム側は1組6名で必ず全員がプレーをする、板倉小隊側は1戦目（板倉・森本・豊崎・カバパン）から2戦目で豊崎がエースパイロットと交代というレギュレーションとなった。
第4期からは、豊崎とエースパイロットを2戦のどちらかに選択出来ることとなった。オリジナル称号は参加チーム名がそのまま与えられている。第7回には小隊内で板倉・森本をリーダーとして、（軍入れ替え・通常戦）2人がタンクを使用し、2人のみが指示出し可能、というルールで紅白戦が行われた。
第5期からは、コスト制限戦がなくなり、板倉・森本のみ固定メンバーとなった。また対戦チーム（1組8名）は、必ず1人1戦プレイする、2勝で全国大会出場権獲得、1勝でチーム名称号がプレゼントされる。
第6期からは、板倉小隊は地球連邦・ジオンの両軍で出撃する。2連勝した参加チームは、全国大会特別予選への出場権が与えられる。また1勝1敗になった場合は、代表1名ずつによる「EXTRA BATTLE -1 on 1-」が行われる。1on1（いわゆるタイマン勝負）は、ステージはサイド7演習エリアでMS制限はなし。じゃんけんで勝ったほうに軍選択権があり、板倉小隊は板倉・森本・カバパンの3人からくじで選ばれた人物が対戦する。戦力ゲージ、スコアを比較し勝敗をつける。

### 番組との交流イベント
設置店舗（教習イベント・セッションイベント）・スタジオイベント
番組内でも様子が流れたが、板倉小隊メンバーと視聴者、プレーヤーが直接交流出来る、参加・見学共に無料のイベント。番組に関する質問に答える「トークショー」や、イベント当日に一定数の参加者を募り、くじを用いてチームメンバー・軍・使用カテゴリーを決める「4vs4シャッフルバトル」、「エースパイロットへの道」が行われた。番組参加者も多数来場している。スタジオイベントは招待制で、ライブ配信された。
全国対戦出撃・プライベートマッチ（PM）シャッフルイベント
番組出演者・番組スタッフがゲームの全国対戦モードに参戦し、全国のプレイヤーと実際に対戦するイベント。
現在、19都道府県（北海道・宮城県・福島県・栃木県・千葉県・東京都・静岡県・愛知県・大阪府・兵庫県・京都府・滋賀県・奈良県・岡山県・広島県・山口県・福岡県・熊本県・鹿児島県）でイベントが開催されている。
板-1グランプリ2013
第3期で出場権を得た参加チームが予選を経て板倉小隊と6vs6の対戦。勝利チームは特別称号を得る事が出来る。エキシビジョンとして新生チームレジェンドも登場した。特別モード「可変ミノフスキー濃度」が使用された。
板倉小隊にちなんだ称号
放送終了後も称号が配布された。
- 鬼ファイヤー（2014年1月28日）、命知らず（2月4日）、職人級（13日）、格闘番長（19日）、エイエイオー（25日）、頂上決戦（3月3日）、乱（10月9日）、一騎討ち勝負（10日）、トヨちゃん占い（11日）、インコの様な（12日）、通常リーチ成功（13日）、ガッチャガチャ（14日）、インコカム（15日）、交代リロード（16日）、新編成を編み出す（17日）、ロケットポッドA（18日）、抜群のくじ運（19日）、勝利へのビジョン（20日）

戦場の絆 頂上決戦 2014 乱
第5期で出場権を得た参加チームと予選（2013年12月7日）を勝ち抜いたチームが決勝トーナメント（3月8日）に参加出来る。決勝トーナメント進出チームには勲章、優勝チームには制覇勲章とトロフィーがプレゼントされた。参加チームを以下にまとめる。
- 主催：第07板倉小隊（板倉、森本、AKATUNA[注 39]、カバパン）（A・1回戦シード）
- 特別招待（第1回出演）：強すぎる漢達!!(I)
- 予選：A:アルバトロス(C)、B:カツ且つ勝つ!!(H)、C:名古屋ノ(F)、D:ARM(G)、E:武力チンパン(D)、F:☆ゆとり世代☆(E)、G:大宮ガッシャ（B・3人）
- エキシビジョン：第104豊崎小隊（「本人」トヨサキ、「低コストの彼女」カオルコ[注 40]、「ストイックの彼女」バーニャモリモト[注 40]、「社長の彼女」ルパコ[注 40]）、女流騎士と仲間たち[注 41]、ジャアオユガデル、「黄色いワンピース」ルルゥ、コーナー出演者一家

戦場の絆 頂上決戦 2014 翔
全国予選（10月25日）と第6期番組特別予選（10月27日）を勝ち抜いたチームが決勝トーナメント（12月13日）に参加出来る。参加チームには「乱」と同様のものがプレゼントされた。参加チームを以下にまとめる。
- 第07板倉小隊（板倉、森本、L P N[注 43]、カバパン）(D)
- 「乱」優勝：武力チンパン（A・1回戦シード・3人）
- 予選：A:俺達全員東北人!(I)、B:☆天下布武☆(C)、C:コレステロール(F)、D:第08堤下小隊(G)、E:大宮・巣鴨 カレーの集い(H)、F:Ultimate(B)、G:浜崎塾(E)
- エキシビジョン：第104豊崎小隊
  - ブレイジングシャドウ機体限定（豊崎、AKATUNA、アカツキ、KEN・G）
  - ビルドファイターズトライコラボ（豊崎、板倉、森本、AKATUNA）

### 過去

#### プロジェクト 5S -全国制覇への道-
第5期のコーナー。再確認・信頼・スキルアップ・戦略・想像をテーマに、全国大会に向けてエースパイロットの講習を板倉小隊全員が受ける。

#### おしえて♥カバ先生
第3 - 4期のコーナー。チーム対戦での豊崎のプレーから課題をみつけ、カバパンと共に補習する。毎回目標が変わる。

#### （再び）ジャアが来る Here Comes Jhar
「Re:boot」からの「REV.2」のコーナー。ジオン公国軍所属の「ジャア・オユガデル」少佐が、一般から募集した親子と1vs2の一戦勝負で対戦する。出演に際して階級は問われない。勝利した親子には番組オリジナル称号「戦闘家系」がプレゼントされた。
| パイロット       | 称号           | 階級  | 階級  | 階級  | 階級  | 階級  | 階級  | 階級  | 階級  | 階級   | 階級   | 機体カテゴリー | 機体カテゴリー | 機体カテゴリー | 最多使用機体(回数) |
| パイロット       | 称号           | 大将  | 大佐  | 少佐  | 大尉  | 中尉  | 少尉  | 曹長  | 軍曹  | 上等兵 | 二等兵 | 格             | 近             | 射             | 最多使用機体(回数) |
| ---------------- | -------------- | ----- | ----- | ----- | ----- | ----- | ----- | ----- | ----- | ------ | ------ | -------------- | -------------- | -------------- | ------------------ |
| ジャアオユガデル | 赤い（上）水道 | 少佐  | 少佐  | 少佐  | 少佐  | 少佐  | 少佐  | 少佐  | 少佐  | 少佐   | 少佐   | 15             |                |                | ザクII(S)(14)      |
| 親プレーヤー     | 父または母     |       | 2     | 2     | 7     |       |       |       | 1     |        |        | 6              | 6              |                | 陸戦型ガンダム(3)  |
| 子プレーヤー     | 子             | 1     |       | 1     | 2     | 2     | 1     | 2     | 2     | 1      | 1      | 6              | 4              | 3              |                    |
| トヨサキ         |                | 少佐  | 少佐  | 少佐  | 少佐  | 少佐  | 少佐  | 少佐  | 少佐  | 少佐   | 少佐   | 2              |                |                |                    |
| アカツキ         | 剣聖           | 少将  | 少将  | 少将  | 少将  | 少将  | 少将  | 少将  | 少将  | 少将   | 少将   | 1              |                |                |                    |
| パパ(モリモト)   |                | 少将  | 少将  | 少将  | 少将  | 少将  | 少将  | 少将  | 少将  | 少将   | 少将   | 1              |                |                |                    |
| イタクラ         |                | 中佐? | 中佐? | 中佐? | 中佐? | 中佐? | 中佐? | 中佐? | 中佐? | 中佐?  | 中佐?  | 1              |                |                |                    |
| MAPは「サイド7」 |                |       |       |       |       |       |       |       |       |        |        |                |                |                |                    |

#### エースパイロットへの道
カバパンや、トッププレーヤーらが「教官」役、上村が「生徒」役となり、操作テクニックを紹介するコーナー。テーマはやや「経験者」向けである。「Re:boot」以降はリニューアルされ、視聴者からの質問に答え、実践してみせる形式となった。一部はゲーム設置店でも見る事が出来る。「REV.2」で終了。

#### 絆ジェニック
1stシーズンの番組終了直前のスポットコーナー。各回1名の「女性タレント」が出演し、自らのナレーションで自己紹介をしていた。

## 出演者

### レギュラー
オリジナルデザインの制服を全員が着用。左胸には、番組での設定階級に応じたプレートとアルファベット表記のネームが付いている。「07」の由来はテレビ東京の「リモコンキーID」である。各自仕事の合間をぬって練習をしている。「REV.2」では、各自にキャッチコピーが付いた。勝利すると（第6期はタイマンに勝利で）衣装右胸の上に「☆」が付き、自らのオリジナル称号も考案出来るようになった。第3期途中からは「プレー内容によって階級変動する」というルールが加わったが、適用された者はいなかった。第5期最終回にて全員のアバターが公開された。
| 出演者                          | 設定階級 | 称号             | パイロットネーム | 機体カテゴリー | 機体カテゴリー | 機体カテゴリー | 機体カテゴリー | 機体カテゴリー | 勝率     |          |
| 出演者                          | 設定階級 | 称号             | パイロットネーム | 格             | 近             | 射             | 遠             | 狙             | 勝率     |          |
| 総司令部                        | 総司令部 | 総司令部         | 総司令部         | 総司令部       | 総司令部       | 総司令部       | 総司令部       | 総司令部       | 総司令部 | 総司令部 |
| ------------------------------- | -------- | ---------------- | ---------------- | -------------- | -------------- | -------------- | -------------- | -------------- | -------- | -------- |
| 上村彩子                        | 大佐     | オフィスワタナベ | ウエムラ         |                | 5              | 2              | 21             |                | 0.178    |          |
| 人材育成担当                    |          |                  |                  |                |                |                |                |                |          |          |
| カバパン                        | 大将     | 格闘番長         | カバパン         | 71             | 22             | 14             | 16             | 1              | 0.436    |          |
| 第07板倉小隊                    |          |                  |                  |                |                |                |                |                |          |          |
| 板倉俊之                        | 中将     | 吉本興業         | イタクラ         | 77             | 27             | 11             | 40             |                | 0.397    |          |
| 森本英樹                        | 少将     | 吉本興業         | モリモト         | 61             | 31             | 24             | 40             |                | 0.410    |          |
| 豊崎愛生                        | 少佐     | アマゾネス       | トヨサキ         | 31             | 10             | 1              | 34             |                | 0.328    |          |
| AKATUNA                         | 少将     | レジェンド       | AKATUNA          | 2              | 17             | 6              |                | 3              | 0.580    |          |
| ユウ                            | 少将     | 神のライフル     | ユウ             | 5              | 18             | 1              |                |                | 0.607    |          |
| アカツキ                        | 少将     | 剣聖             | アカツキ         | 22             | 1              |                |                |                | 0.700    |          |
| KEN・G                          | 少将     | 無名の新人       | KEN・G           | 7              | 5              | 1              | 9              |                | 0.500    |          |
| L P N                           | 少将     | エイエイオー!!   | L P N            | 4              | 8              |                | 1              |                | 0.538    |          |
| 通算対戦成績 156戦63勝91敗2分け |          |                  |                  |                |                |                |                |                |          |          |

#### 第07板倉小隊
- 板倉俊之（インパルス）「低コストの斬り込み隊長」（青テロップ）

小隊の「隊長」。このゲームの稼働初期（REV.1.x時）には「芸能人プレーヤー」として話題になる。いわゆる「廃人プレー」をするほどやり込み、「格闘カテゴリーSランク取得数ランキング」では「全国19位」に入っていたが、そこからブランクがあったまま番組に入った。板倉個人では初の冠番組である。
「Re:boot」にて、総司令部からの辞令により中将に降格。胸の階級プレートもカバパンと交換された。シャア・アズナブルのコスプレをした「ジャア・オユガデル」も演じていた。「REV.2」以降は自ら作戦を示している。
第1期の収録時にオファーを受け、小説「機動戦士ガンダム ブレイジングシャドウ」を月刊ガンダムエース2013年7月号より連載中。小説内の機体がゲームにも登場している。
- 森本英樹（ニブンノゴ!）「ストイックソルジャー」（緑テロップ）

隊長同様に「芸能人プレーヤー」だが、こちらは隊長以上にブランクを感じさせていた。対戦では連携役に回る事が多いが、今ひとつ存在感を発揮できないことが多かった。「REV.2」以降は安定したプレーを見せる。芸歴的には隊長よりも「先輩」である。
- カバパン（ライター）「格闘番長[注 56]」（オレンジテロップ）

全国大会の常連で現役トッププレイヤーとして活躍中。小隊のエースで、アドバイザーでもある。大きなダメージソースとなる格闘機を中心に、随所に高いテクニックを見せている。アレックスを使用する際は「カバックス」と呼ばれ、代名詞になっている。当初はトークで前面に出ることが無かったが、他三人が見せる楽天的なボケに、上級者らしい鋭いツッコミを見せる。
「Re:boot」にて総司令部からの辞令により、大将に昇格し総司令部に転属、人材育成担当となった。「第3期」では本部をクビになりエース枠として戦場に復帰、豊崎の指導役も受け持つ。2代目「ジャア」少佐も演じた。
- 豊崎愛生（声優）「戦場の癒し系アマゾネス」（ピンクテロップ）

「Re:boot」にて、カバパン・上村の司令部転属により新たに加入。タブレット端末を用いて、司令部との通信を担当。「稼働初期(REV1.x)によくやっていた」との発言があるが、REV2.x時も度々プレーしている形跡がある。POD内で絶叫するなど、当初は「足手まとい」と言われていたが、基本テクニックを身につけ成長を見せた。上村が作成した専用のデコインカムを使用している。板倉より称号を度々プレゼントされている。第104豊崎小隊のリーダー。イベントにてララァ・スンのコスプレをしたルルゥを演じた。
- エースパイロット（紫テロップ）

「Re:boot」にてカバパン・上村の総司令部転属により、チームレジェンドから「レジェンド」AKATUNAと「神のライフル」ユウ、戦友駆逐艦隊から「剣聖」アカツキ、板倉のスカウトで「無名の新人」KEN・G、が新たに加入。第5期からはFREEDOMより「エイエイオー!!」L P Nが加わった。対戦時には展開や回に応じて入れ替えられる。1stシーズンではエース枠であるカバパンが小隊の中心となっていたが「Re:boot」以降は与えられた役割の中で仕事をする立ち位置となった。
- AKATUNA

「REV.2」では作戦の立案中、ロケ地の名物品を1人もくもく食べ続けるマイペースな性格で、第3期ではボケ合戦、第4期では作戦の立案を任されたところで天然な一面をのぞかせた。戦場に立つと表情が変わり、板倉や森本を援護し、勝利に貢献する。が、重要な場面でミスするときもある。当初、作戦立案中はメガネをかけていたが、第3期以降は外している。通称「ツナちゃん」。
- ユウ

「REV.2」作戦立案中のやり取りでは、大人しい性格を付け込まれていじられがちだったが、第3期半ば以降は森本を担ぎあげる弟分的な立ち位置が定着。毎回差し入れを持参しており、その点は小隊内でも評価されている。戦場では単独での突撃や味方の支援などをこなす。第3期から第4期にかけて勝てない時期があり、板倉や森本から「死神」「死神のライフル」と呼ばれたこともあった。
- アカツキ

ノリの良さから作戦立案中のボケ合戦にも積極的に参戦する。0.700という高い勝率を誇ることから、第4期では板倉たちから「勝利の女神」と呼ばれ、ゲン担ぎでヘアメイクした姿を披露した。第6期終了時点、カバパンを除くエースパイロット陣では、最多勝利数および最高勝率を記録している。第6期では隊長との距離が遠いことを気にしている。
- KEN・G

板倉にスカウトされた際は悩んだものの、「『絆』が好き」ということから入隊。ボケ合戦では出遅れがちだが、第4期からはユウとともに森本と絡むことが多い。オールラウンドタイプでいまだ未知数なところが多いものの、冷静な視点と分析力で、チームを支えている。
- L P N

実際のゲーム内で「元帥」（現時点の最高階級）であり、本業も社長、小隊内で最年長というプロフィールを持つ。2連勝でエース見習いを卒業した。第6期では他のエースパイロットがいるときもよく撮影現場に遊びに来ており、なぜか隊長のプライベートなことに詳しく隊長や森本を驚かせた。
- 193!

チームレジェンドと高宮 丈 小隊のメンバーで、副音声で解説もつとめる。「翔」出場メンバーに名乗りを上げ、外れるも番組特別予選のエースパイロットチームの一員となった。

#### 過去
- 上村彩子（声優）

参加チームの紹介を担当。当ゲーム専門用語にもほとんど対応出来ており、現役プレーヤーである事がうかがえる。テクニック指導や上級者との対戦を通じて、着実な成長をみせる。
「Re:boot」にてカバパンに付いていく形で採用され、総司令部転属となった。
2021年11月4日放送の｢〜ゆく絆くる絆〜｣にてゲストとして「Re:boot」以来およそ10年振りの出演を果たした。
- 愛実

チーム対戦時のMC「絆コーディネーター」。合間のミーティング時間を自在に操っていた。

### ゲスト

#### 絆ジェニック
1stシーズン
- みさきめぐみ、木村希、齋藤恭子、篠原冴美、笹川結衣、青葉ちえり、山野ちい、真彩、夏木元みなみ、風祭七、森田紗英、山本沙紀、（?）板倉俊之&森本英樹

Re：boot
- Melissa

REV.2
- 武田るい、聖夏、杉浦花菜、川口優菜、柴小聖、和田絵莉、鈴木ふみ奈、辺見玲菜、北山亜莉沙、佐藤さくら[注 73]、青木ゆり亜、鈴木りか、森本 日向多[注 74]&豊崎愛生

#### 参加チーム
ネット上から応募出来る。1stシーズンでは「資格」と「注意事項」をクリアしていればゲーム内の階級は問われなかったが、REV.2では、「全員が少佐以上」となった。第3期では、階級は2等兵以上から、1 - 4名での応募となった。応募者の中から番組側で1チーム6名のマッチングをする。第4期では、階級は少佐以上から、1 - 6名での応募となった。第5期では、S・Aクラスそれぞれ4名ずつのチーム構成で、1 - 8名での応募となった。またイベント参加者の中でスタッフがスカウトする事もある。第6期では、階級は2等兵から、1 - 6名での応募から1チーム6名のマッチングとなった。
| カテゴリー                          | 選択回数 |
| ----------------------------------- | -------- |
| 格                                  | 301      |
| 近                                  | 127      |
| 射                                  | 34       |
| 遠                                  | 149      |
| 狙                                  | 6        |
| 回数は1stシーズン - 第6期までの通算 |          |

1stシーズン
- チームレジェンド、超絆バスターズ[注 75]、☆絆de新婚☆、F-WAR、竜巻わんこ、ASG48、どうでしょう？、チーム万喜、ドキドキ残党部隊、戦友駆逐艦隊、りみしろお姉様、赤髭の軍団[48]、（番組選抜）ドリームチーム[注 76]

REV.2
- 駿河もんきーず、二天一流新北連合、おちょぼチョコ、全速モード、極月、楽しむことが絆、オールドフレンド、ティーン勢、HOT☆POT、あらふぉ&三十路、近畿バースト連合、新兵の絆、チームマスター、高宮 丈 小隊

第3期
- 第1回☆放送部隊、NZオペ子同盟、人生山あり大谷?、プレアデス傭兵団、[49][50]、ジーク!静岡、絆っ子アラモード、なお姫絆親衛隊、志に生きる男達、吼えるドヤ顔、NT、サイクロウップス、FREEDOM、新生チームレジェンド[注 77]

第4期
- 東西南北中央不敗[注 78]、中村軍団、放課後絆タイム、ENDLESS[注 79]、旧タイプの紳士達、重力に引かれ隊、天上天下絆無双、ポケットの中の絆、食う?寝る?絆!、PODで共同生活、銀河/ソーセージ、シャインズ[注 80]

第5期
- 強すぎる漢達!![注 81]、絆系烏合の衆、全てを変える1秒、関東 三国同盟、職業軍人（株）、☆水天の絆☆、境界線上の絆、命知らずの8人組、湘南の新たな決意、階級は飾りです、ジーク!静岡[注 82]、クリスマスも絆、第104豊崎小隊[注 83]

第6期
- -乱- 選抜隊[注 84]、A・REBOOT、皆の力が絆になる、結ばれし絆力!、龍吟虎嘯に集う友、絆を信じて前ブ!、時空を超えた絆、TEENAGER、キズナXハニカム、FAITH、絆生徒会役員、エースパイロット[注 85]

全国大会出場経験者や、全国ランキング上位のプレーヤーが多数参加している。女性、高校生やコスプレしたチームもいる。また、板倉小隊メンバーと面識のある参加者も多い。

#### 第05淳小隊
| 出演者     | 設定階級 | 称号             | パイロットネーム |
| ---------- | -------- | ---------------- | ---------------- |
| 田村淳     | 大将     | ロンドンブーツ   | アツシ           |
| 大川知英   | 少将     | ニブンノゴ!      | オオカワ         |
| misono     | 少佐     | バラティスト     | misono           |
| HIRO       | 二等兵   | 安田大サーカス   | HIRO             |
| 小出水直樹 | 中将     | シャンプーハット | コイデミズ       |
| 阿部智則   | 大佐     | -                | アベ             |

「Re:boot」と「春の絆大感謝祭 〜淳小隊再び襲来〜」に出演。
田村淳（ロンドンブーツ1号2号）
小隊の隊長。稼働初期の「芸能人プレーヤー」であり、板倉と森本がこのゲームを始めるきっかけとなった人物。ブランクがあり実力を発揮出来ず、リベンジを誓う。「春の絆大感謝祭」に再び出演したが、またもブランクを感じさせた。
大川知英（ニブンノゴ!）
稼働初期の「芸能人プレーヤー」。当時の板倉らについていける実力の持ち主だが、ブランクがあった。「カバパンに似ている」とよく言われている。
misono
女性枠で「春の絆大感謝祭」に出演。
HIRO（安田大サーカス）
「春の絆大感謝祭」に出演、ダイエットに成功して筐体に入れるようになった。
小出水直樹（シャンプーハット）
数十回ほどのプレー経験ながら「Re:boot」に出演。
阿部智則（POISON GIRL BAND）
「Re:boot」に出演、小出水よりはプレー経験がある。

## スタッフ
第6期
- ナレーター：保村真
- 副音声 解説：193![注 60][注 90]
- 構成：大野浩二
- TM：椙本晃一
- CAM：伊勢本活敬
- VE：小出一貴
- 音声：松岡努
- EED：高羽英揮（プロセンスタジオ）
- MA：榊枝一也（プロセンスタジオ）
- 音効：小堀一
- 技術協力：テクノマックス、プロセンスタジオ
- メイク：西本恵子[58]
- スタイリスト：堀口健一
- 企画協力：機動戦士ガンダム 戦場の絆 開発プロジェクト
- 番組担当：吉野文（テレビ東京）
- 番組宣伝：大関明彦（テレビ東京）
- 板倉小隊事務局：塩苅‘あさり'優
- AP：小野可織[注 91]
- 演出：早川義人[注 92]
- プロデューサー：武藤誉、大坂龍太郎[注 93]
- 制作：株式会社セブンデイズウォー[注 94]
- 制作協力：SUNRISE
- 製作著作：SOTSU

### 過去
- EED：田村通康
- AP：舟橋貴之、三品満里江
- ディレクター：塩原大介、中村直彦、金田光弘、大空光
- タイトルロゴ：タカミミトコ[注 95]
- HP：株式会社Impress Watch、アモニータ
- 美術協力：バンダイ（コレクターズ事業部、ホビー事業部）
- プラモデル協力：近藤豊治、近藤朋絵、石川哲彦、澤田大紀
- デジタルサイネージ：株式会社石田大成社
- 海外コーディネーター：Lung Mei Yi
- MA：吉沼秀夫
- 音声：松本直人
- 衣装協力：メガハウス、QUENCHLOUD(R)、DIET BUTCHER SLIM SKIN
- 作戦テーブル：NEC
- 輸送協力：株式会社ロジパルエクスプレス
- ロケ協力[注 96]：秋葉原GIGO、namco（大阪日本橋店）、東京ガリバー松戸店、ワンダーシティ札幌 プラボ札幌西町店、NAMCO WONDER PARK PLUS、GOLD STAR、HOLLYWOOD GAME ZONE、GAME ZONE(HOU MONG KOK)、バンダイホビーセンター
- AD：西村史織
- 制作：千代田企画
- 撮影協力[注 97]：namco（王子 サンスクエア店、巣鴨店）、ANA、ナムコ ワンダーパーク ヒーローズベース[注 98][59]、コーエィ株式会社（E・C宇都宮、株式会社 都テント工業、E・C事業部 東京オフィス）、Carom大宮店、タイトーステーション（新宿東口店、BIGBOX 高田馬場店、Hey）、THE 3RD PLANET OZ浜松店、フェドラP&D水戸店、スーパードキドキヒューケット 戸田店、ウェアハウス川崎店、アドアーズ上野アメ横店
- 構成：佐伯憲司[注 99]
- 番組担当 - 小山佑介（テレビ東京）
- デコインカム作成：森本麻希[60]
- 音楽協力：テレビ東京ミュージック
- 番組宣伝：井上裕子（テレビ東京）

## EDテーマ（第4期）
- 「フリップ フロップ」（ミュージックレイン、2013年5月22日、SMCL-294/295/296）[61]

作詞・作曲・編曲 / sasakure.UK、歌 / 豊崎愛生

## 放送局・配信

### 放送
| 放送地域                          | 放送局      | 放送期間                 | 放送日時                     | 放送系列              | 備考                                                                              |
| 1stシーズン                       | 1stシーズン | 1stシーズン              | 1stシーズン                  | 1stシーズン           | 1stシーズン                                                                       |
| --------------------------------- | ----------- | ------------------------ | ---------------------------- | --------------------- | --------------------------------------------------------------------------------- |
| 関東広域圏                        | テレビ東京  | 2011年10月5日 - 12月28日 | 火曜 1:30 - 2:00（火曜深夜） | テレビ東京系列        | ゲーム設置店では予告テロップを見ることが出来た                                    |
| Re:boot（2012年スペシャル）       |             |                          |                              |                       |                                                                                   |
| 関東広域圏                        | テレビ東京  | 2012年2月27日            | 月曜 2:15 - 3:15（日曜深夜） | テレビ東京系列        | ネット配信はなかった                                                              |
| 日本全域                          | BSジャパン  | 2012年4月6日             | 金曜 1:13 - 1:43（木曜深夜） | テレビ東京系列 BS放送 | 香港編をカットした30分の特別編集版                                                |
| REV.2（2ndシーズン）              |             |                          |                              |                       |                                                                                   |
| 関東広域圏                        | テレビ東京  | 2012年4月4日 - 6月27日   | 水曜 2:00 - 2:30（火曜深夜） | テレビ東京系列        | ゲーム設置店では対戦相手募集映像を見る事が出来た 副音声で193!による戦況解説が入る |
| 日本全域                          | BSジャパン  | 2012年4月13日 - 7月6日   | 水曜 1:13 - 1:43（木曜深夜） | テレビ東京系列 BS放送 | 9日遅れ                                                                           |
| 第3期                             |             |                          |                              |                       |                                                                                   |
| 関東広域圏                        | テレビ東京  | 2012年10月3日 - 12月26日 | 水曜 1:40 - 2:10（火曜深夜） | テレビ東京系列        | ゲーム設置店では対戦相手募集映像・テロップを見る事が出来る                        |
| 春の絆大感謝祭 〜淳小隊再び襲来〜 |             |                          |                              |                       |                                                                                   |
| 関東広域圏                        | テレビ東京  | 2013年4月1日             | 月曜 2:35 - 3:05（日曜深夜） | テレビ東京系列        |                                                                                   |
| 第4期                             |             |                          |                              |                       |                                                                                   |
| 関東広域圏                        | テレビ東京  | 2013年4月8日 - 7月1日    | 月曜 1:35 - 2:05（日曜深夜） | テレビ東京系列        |                                                                                   |
| 第5期                             |             |                          |                              |                       |                                                                                   |
| 関東広域圏                        | テレビ東京  | 2013年10月7日 - 12月30日 | 月曜 1:35 - 2:05（日曜深夜） | テレビ東京系列        | ゲーム設置店では対戦相手募集映像・テロップを見る事が出来る                        |
| 第6期                             |             |                          |                              |                       |                                                                                   |
| 関東広域圏                        | テレビ東京  | 2014年7月9日 - 9月31日   | 火曜 1:40 - 2:10（火曜深夜） | テレビ東京系列        | ゲーム設置店ではオススメMSが紹介されていた                                        |
| 愛知県                            | テレビ愛知  | 2014年7月9日 - 9月31日   | 水曜 3:35 - 4:05（火曜深夜） | テレビ東京系列        | ゲーム設置店ではオススメMSが紹介されていた                                        |
| 大阪府                            | テレビ大阪  | 2014年7月10日 - 10月2日  | 水曜 3:05 - 3:35（水曜深夜） | テレビ東京系列        | ゲーム設置店ではオススメMSが紹介されていた                                        |
| 福岡県                            | TVQ九州放送 | 2014年7月12日 - 10月4日  | 土曜 3:28 - 3:58（金曜深夜） | テレビ東京系列        | ゲーム設置店ではオススメMSが紹介されていた                                        |
| 特別番組                          |             |                          |                              |                       |                                                                                   |
| 日本全域                          | BSジャパン  | 2017年3月25日            | 土曜 17:30 - 18:00           | テレビ東京系列 BS放送 | 特別番組                                                                          |
| 特別番組 夏の陣                   |             |                          |                              |                       |                                                                                   |
| 日本全域                          | BSジャパン  | 2017年7月13日            | 土曜 17:30 - 18:00           | テレビ東京系列 BS放送 | 特別番組 夏の陣                                                                   |
| 逆襲の板倉小隊                    |             |                          |                              |                       |                                                                                   |
| 関東広域圏                        | テレビ東京  | 2017年12月6日 - 12月27日 | 水曜 2:05 - 2:35（火曜深夜） | テレビ東京系列        |                                                                                   |
| 〜ゆく絆くる絆〜                  |             |                          |                              |                       |                                                                                   |
| 関東広域圏                        | テレビ東京  | 2021年11月4日 - 予定     | 木曜 2:35 - 3:05（水曜深夜） | テレビ東京系列        | 配信：TVer、ネットもテレ東、GYAO！                                                |

### 配信
| 配信元                                                                          | 配信期間                      | 配信日時               | 備考                                                                                        |
| 1stシーズン                                                                     | 1stシーズン                   | 1stシーズン            | 1stシーズン                                                                                 |
| ------------------------------------------------------------------------------- | ----------------------------- | ---------------------- | ------------------------------------------------------------------------------------------- |
| オフィシャルサイトバンダイチャンネルバンダイナムコゲームスYouTube公式チャンネル | 2011年10月5日 - 2012年1月31日 | 放送翌日 （水曜日）    | 12時頃にCMカット版をネット配信                                                              |
| 1stシーズン PLAY BACK                                                           |                               |                        |                                                                                             |
| バンダイナムコゲームスYouTube公式チャンネル                                     | 2012年1月30日 -               | 不定期                 | ボイスチャットのカット版 オフィシャルサイトからの視聴は少し遅め                             |
| オフィシャルサイト                                                              | 2012年2月1日 -                | 不定期                 | ボイスチャットのカット版 オフィシャルサイトからの視聴は少し遅め                             |
| エースパイロットへの道（1stシーズン&REV.2）・REV.2 PLAY BACK                    |                               |                        |                                                                                             |
| バンダイナムコゲームスYouTube公式チャンネル                                     | 2012年4月12日 -               | BSの放送翌日（金曜日） | REV.2 PLAY BACKはターミナル映像で193!の戦況解説 エースパイロットへの道1stシーズンは数本ずつ |
| オフィシャルサイトバンダイチャンネル                                            | 2012年4月13日 -               | BSの放送翌日（金曜日） | REV.2 PLAY BACKはターミナル映像で193!の戦況解説 エースパイロットへの道1stシーズンは数本ずつ |
| REV.2 Special Talk                                                              |                               |                        |                                                                                             |
| オフィシャルサイトバンダイチャンネル                                            | 2012年8月2日 - 8月12日        | [ 注 6 ]               | 番組最終回後に収録された、豊崎・板倉・森本による未公開動画                                  |
| オフィシャルサイトバンダイチャンネル                                            | 2012年8月17日 - 8月31日       |                        |                                                                                             |
| 第3期                                                                           |                               |                        |                                                                                             |
| YouTube「機動戦士ガンダム 第07板倉小隊」                                        | 2012年10月2日 - 2013年1月31日 | 不定期                 | アップロードは早め                                                                          |
| オフィシャルサイトバンダイチャンネル                                            | 2012年10月3日 - 2013年1月31日 | 放送翌日（水曜日）     | 12時頃からネット配信                                                                        |
| 春の絆大感謝祭 〜淳小隊再び襲来〜                                               |                               |                        |                                                                                             |
| バンダイナムコゲームスYouTube公式チャンネル                                     | 2013年3月31日 - 4月30日       | 不定期                 | アップロードは早め                                                                          |
| オフィシャルサイトバンダイチャンネル                                            | 2013年4月1日 - 4月30日        | 放送翌日（月曜日）     | 12時頃からネット配信                                                                        |
| 第4期                                                                           |                               |                        |                                                                                             |
| バンダイナムコゲームスYouTube公式チャンネル                                     | 2013年4月7日 - 7月31日        | 不定期                 | アップロードは早め                                                                          |
| オフィシャルサイトバンダイチャンネル                                            | 2013年4月8日 - 7月31日        | 放送翌日（月曜日）     | 12時頃からネット配信                                                                        |
| 第5期                                                                           |                               |                        |                                                                                             |
| バンダイナムコゲームスYouTube公式チャンネル                                     | 2013年10月6日 - 10月13日      | 不定期                 | アップロードは早め、第2回以降はアップ無し                                                   |
| オフィシャルサイトバンダイチャンネル                                            | 2013年10月7日 - 2014年3月7日  | 放送翌日（月曜日）     | 12時頃からネット配信                                                                        |
| 第6期                                                                           |                               |                        |                                                                                             |
| オフィシャルサイト                                                              | 2014年7月12日 - 2015年1月31日 | 土曜日                 | 12時頃からネット配信                                                                        |